# Reformerta Politiska Federationen
Reformerta Politiska Federationen, (Reformatorische Politieke Federatie, RPF) var ett nederländskt politiskt parti på kalvinistisk grund. 
RPF bildades den 15 mars 1975 genom samgående mellan Nationella Evangeliska Förbundet, avhoppare från Anti-revolutionära Partiet och ett antal lokala väljarföreningar i Gelderland och Overijssel. Partiet uppstod som en reaktion på planerna på samgående mellan Anti-Revolutionära Partiet, Kristliga Historiska Unionen och Katolska Folkpartiet.
Under perioden 1981-2002 hade RPF mellan ett och tre mandat i andra kammaren och vann även representation i senaten. 
1985 hoppade en av partiets parlamentariker av och bildade Anti-Revolutionairen 1985.
2001 gick RPF samman med Reformerta Politiska Förbundet och bildade Kristliga Unionen.